# Naturpark Thüringer Schiefergebirge/Obere Saale

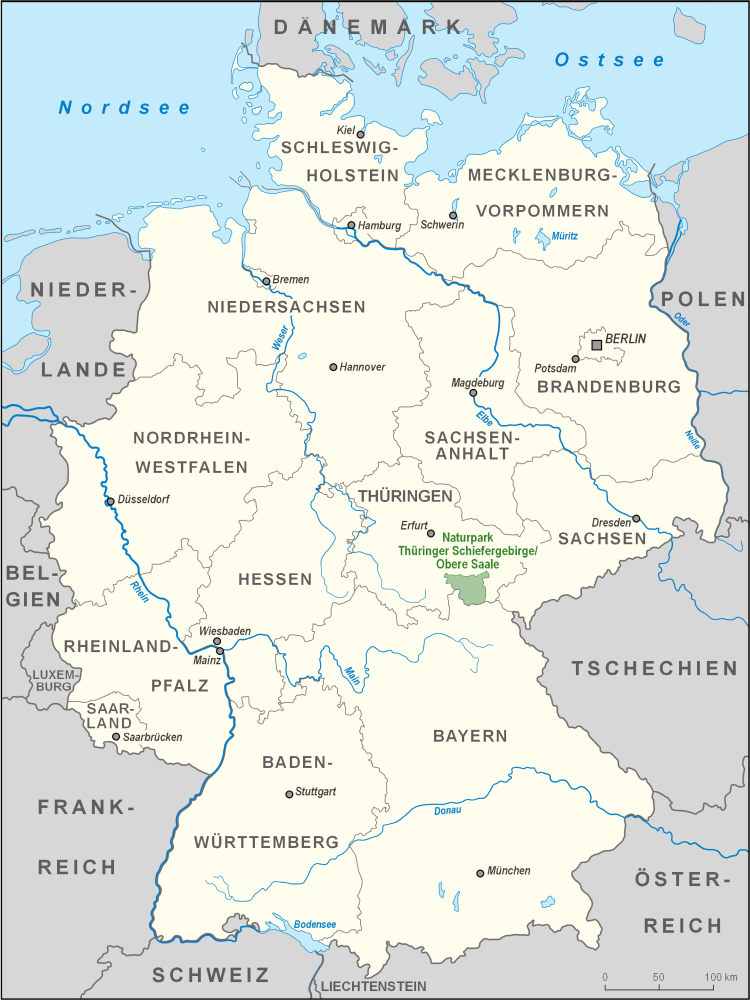
Lage des Naturparks Thüringer Schiefergebirge/Obere Saale

Logo

Der Naturpark Thüringer Schiefergebirge/Obere Saale ist ein Naturpark in Thüringen. Er wird von der Saale durchflossen und umfasst das Gebiet um Loquitz, Sormitz und den Rennsteig im östlichen Thüringer Schiefergebirge, die in Thüringen liegende Nordabdachung des Frankenwaldes und den Westen des Ostthüringer Schiefergebirges. Neben dem Hohenwarte-Stausee gelten das Plothener Teichgebiet sowie die Orlasenke mit Orchideenwiesen als besondere Attraktionen. Zu den weiteren Sehenswürdigkeiten zählen die  Feengrotten bei Saalfeld, die Bleilochtalsperre, die Obernitzer Bohlen, die Steinerne Rose und Schloss Burgk. Das Gesamtgebiet umfasst 800 km² in den Kreisen Saalfeld-Rudolstadt und Saale-Orla.
Der Naturpark Thüringer Schiefergebirge-Obere Saale schließt sich unmittelbar an die Naturparks Frankenwald und Thüringer Wald an. Zusammen bilden die drei Naturparks ein geschlossenes Naturparkgebiet mit ca. 4000 km².

## Naturparkinformationszentren
- Schieferpark Lehesten
- Naturpark-Haus in Leutenberg
- Naturpark-Information im Pfahlhaus am Hausteich in Plothen
- Naturpark-Information im Park des „Haus des Volkes“ in Probstzella
- Naturpark-Information im Volkskundemuseum in Reitzengeschwenda
- Naturpark-Information im WurzBachHaus in Wurzbach